# Marco Beretta
Pour les articles homonymes, voir Beretta (homonymie).
Marco Beretta est un historien des sciences italien né en 1962, spécialiste de l'histoire de la chimie.

## Biographie
En 1986 Marco Beretta obtient son B.A. en histoire des sciences de l'Université de Milan, puis en 1994 il obtient son doctorat en histoire des sciences et des idées de l'Université d'Uppsala.
Il a travaillé à l'Office for History of Science de l'Université d'Uppsala puis de 1994 à 1999 pour l'Istituto e Museo di storia della scienza de Florence. De 2004 à 2012, il est vice-directeur du Museo Galileo à Florence.
Depuis 2000 il travaille à l'Université de Bologne, professeur associé jusqu'en 2004 puis professeur depuis 2005.

## Récompenses et distinctions
Marco Beretta est lauréat en 2003 du Prix du meilleur site web historique World Wide Web Virtual Library, décerné par l' European University de Florence.
Il reçoit en 2006 le prix Dibner pour un travail muséal remarquable, pour l'exposition « Arts et sciences. Le verre dans l'Empire romain » qui a eu lieu à la Cité des Sciences et de l'Industrie, à Paris en 2005.

« L'exposition Arts et sciences. Le Verre dans l'Empire romain retrace - à travers plus de 400 pièces émanant pour la plupart de l'Antiquarium de Pompéi et du Musée archéologique national de Naples, dont certaines sont exposées pour la première fois - l'épopée du verre sous l'Empire romain et montre que le verre était, contrairement à ce que l'on pourrait croire, connu dès l'Antiquité par les scientifiques. L'exposition met l'accent sur la révolution qu'a représentée l'invention de la technique du soufflage vers le Ier siècle av. J.-C. et qui a radicalement transformé les méthodes traditionnelles de production du verre. Dès ce moment, une production très variée de verres a été possible - du plus beau au plus luxueux, du plus économique au plus résistant. Cette invention absorbée par l'économie romaine a conquis l'ensemble du marché - selon une estimation récente, la production annuelle de verre dans l'empire au IIe siècle apr. J.-C. avait dépassé les 100 millions de pièces produites pour une population d'environ 54 millions d'habitants - en moins d'un siècle bouleversant ainsi en profondeur les modes de vie aussi bien la vie quotidienne, l'architecture que les sciences. En effet, les propriétés chimiques et optiques du verre, remarquées par les scientifiques de l'époque, ont été exploitées dans beaucoup de domaines comme l'astronomie, l'optique, la médecine, etc. »

.
Il est lauréat du prix Paul-Bunge de la Gesellschaft Deutscher Chemiker en 2013.
Il est membre élu de l'Académie Internationale d'Histoire des Sciences, du Comité Lavoisier de l'Académie des Sciences, de la History of Science Society, de la Società Italiana di Storia della Scienza et de la Science and Technology in European Periphery.

## Publications
- Alchimia e chimica nel Settecento (2018)
- Fakes!? (2014)
- Il culto di Epicuro (2014)
- Seneca e le scienze naturali (2012)
- The Accademia del cimento and its European context (2009)
- Lucrezio, la natura e la scienza (2008)
- Aurora Torealis (2008)
- Linnaeus in Italy (2007)
- Le verre dans l'Empire romain : Arts et sciences (Giunti, 2006) avec Giovanni Di Pasquale  (ISBN 978-2711851638), catalogue de l'exposition
- Lavoisier in perspective (2005)
- From private to public (2005)
- When glass matters (2004)
- Mémoires de physique et de chimie (2004)
- Vitrum (2004)
- Musa Musaei (2003)
- Journals and history of sciences (1998)
- Sidereus Nuncius & Stella Polaris (1997)
- Per una storia critica della scienza (1996)
- Ricerche fisiche intorno alla salubrità dell'aria (1995)